# Dominique Dupuy (danseur)
Pour les articles homonymes, voir Dominique Dupuy et Dupuy.
Dominique Dupuy, né Jean-Dominique Dupuy le 31 octobre 1930 à Paris et mort le 1er mai 2024 dans la même ville, est un danseur et chorégraphe français de danse moderne et de danse contemporaine. Il est le fondateur, avec sa femme Françoise Dupuy, de la première compagnie professionnelle de danse moderne en France : Les Ballets modernes de Paris, troupe active de 1951 à 1979.

## Biographie
Dominique Dupuy est engagé dans la compagnie de Jean Weidt en 1946, pour danser dans la pièce Cellule. Il fait à cette occasion la rencontre de sa future femme Françoise Michaud (1925-2022) qu'il épouse en 1951 et avec laquelle il ne cessera dès lors de travailler. Jeune danseur, Dominique Dupuy se forme également auprès de la danseuse et pédagogue russe Olga Preobrajenska puis de Merce Cunningham avant de travailler ensuite auprès de Jerome Andrews. En 1955, Françoise et Dominique Dupuy fondent ensemble Les Ballets modernes de Paris, compagnie destinée à la recherche chorégraphique en danse moderne mais aussi en danse contemporaine.
Dominique Dupuy et sa femme sont à l'origine de « quelques pièces-étapes de l'histoire de la danse moderne et contemporaine » dont une version du Mandarin merveilleux en 1965.
Dominique Dupuy a été également un important pédagogue au sein de l'Institut de formation à l'enseignement de la danse et de la musique (qui deviendra le Centre national de la danse) et le directeur de 1991 à 1995 du département de la danse de l'Institut de pédagogie musicale et chorégraphique. En 1996, ils créent le Mas de la danse à Fontvieille dans les Bouches-du-Rhône, une institution devenue lieu de résidence pour chorégraphes mais permettant également des rencontres et des colloques ouverts à un plus large public.
Dominique Dupuy meurt dans le 7e arrondissement de Paris le 1er mai 2024 à l'âge de 93 ans,.

## Principales chorégraphies
- 1965 : Le Mandarin merveilleux (musique de Béla Bartók)
- 1969 : En pure perte
- 1977 : Objet-Danse (musique de Denis Dufour)
- 1979 : Le Cercle dans tous ses états (musique de Denis Dufour)
- 1981 : Trajectoires (musique d'Igor Wakhévitch)
- 1983 : En vol
- 1995 : L'Homme debout, il...
- 1997 : Opus 67-97
- 2001 : Faits d'artifice (avec Françoise Dupuy)
- 2003 : Vanités en leur enclos (avec Françoise Dupuy)
- 2005 : L'Estran
- 2007 : Le Regard par-dessus le col
- 2011 : Acte sans paroles I
- 2014 : Acte sans paroles II

## Œuvre publiée
- Danse et politique. Démarche artistique et contexte historique, par Dominique Dupuy, Frédéric Pouillaude, Daniel Dobbels, Claude Rabant, éditions Centre national de la danse, 2003,  (ISBN 2-914124-19-8).
- Quant à la danse par Dominique Dupuy, revue éditée depuis 2004.
- La Sagesse du Danseur par Dominique Dupuy, Éditions du 81, 2005,  (ISBN 978-2-84995-117-0).
- Danse contemporaine, pratique et théorie Marsyas, écrits pour la danse, Dominique Dupuy, éditions Images en manœuvres 2008,  (ISBN 978-2-915543-39-1)